# Latrocimex
Latrocimex is een geslacht van wantsen uit de familie van de Cimicidae (Bedwantsen). Het geslacht werd voor het eerst wetenschappelijk beschreven door Lent in 1941.

## Soorten
Het genus bevat de volgende soort:

- Latrocimex spectans (Lent, 1941)